# Bola de naftalina

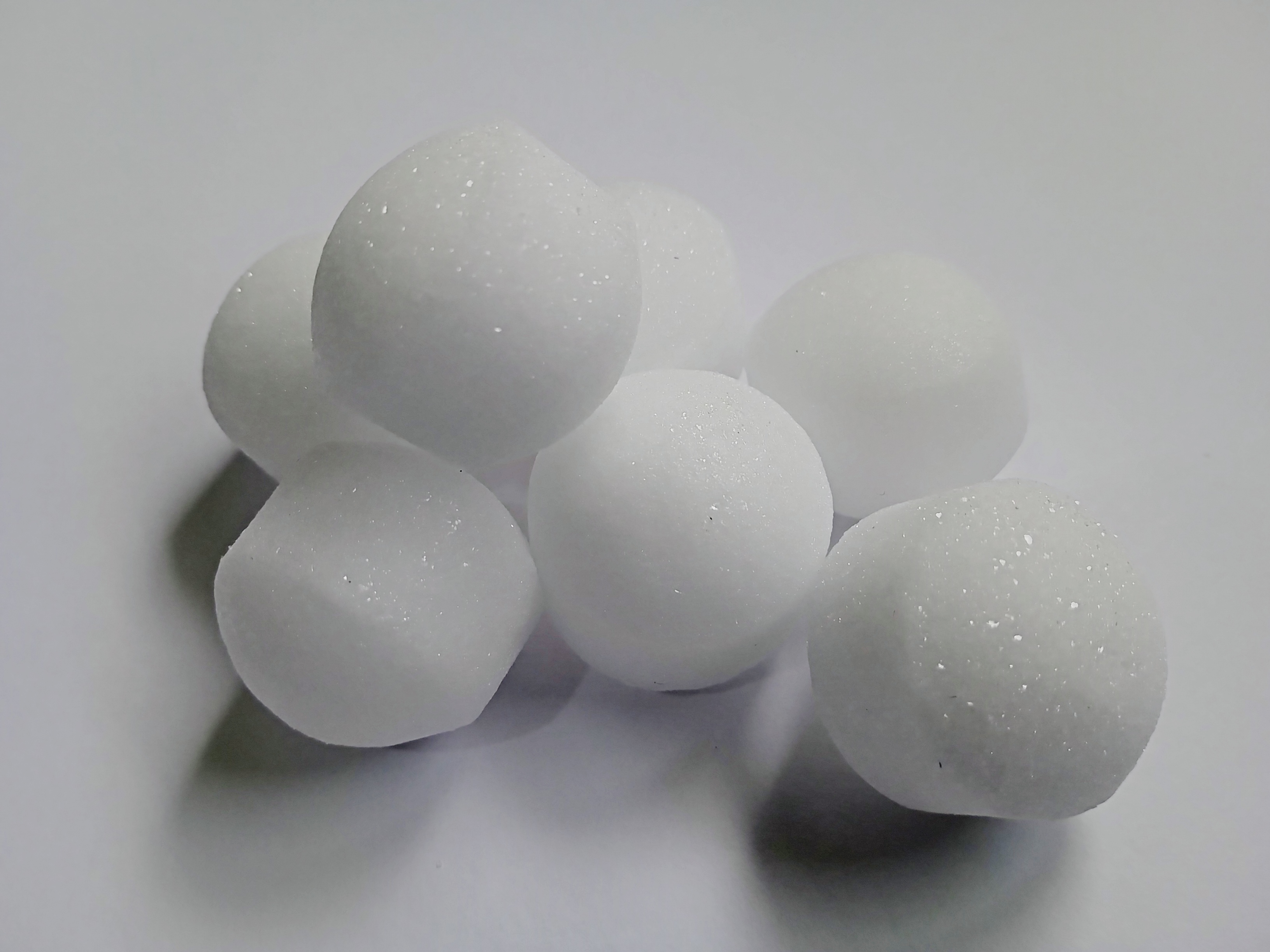
Boles de naftalina

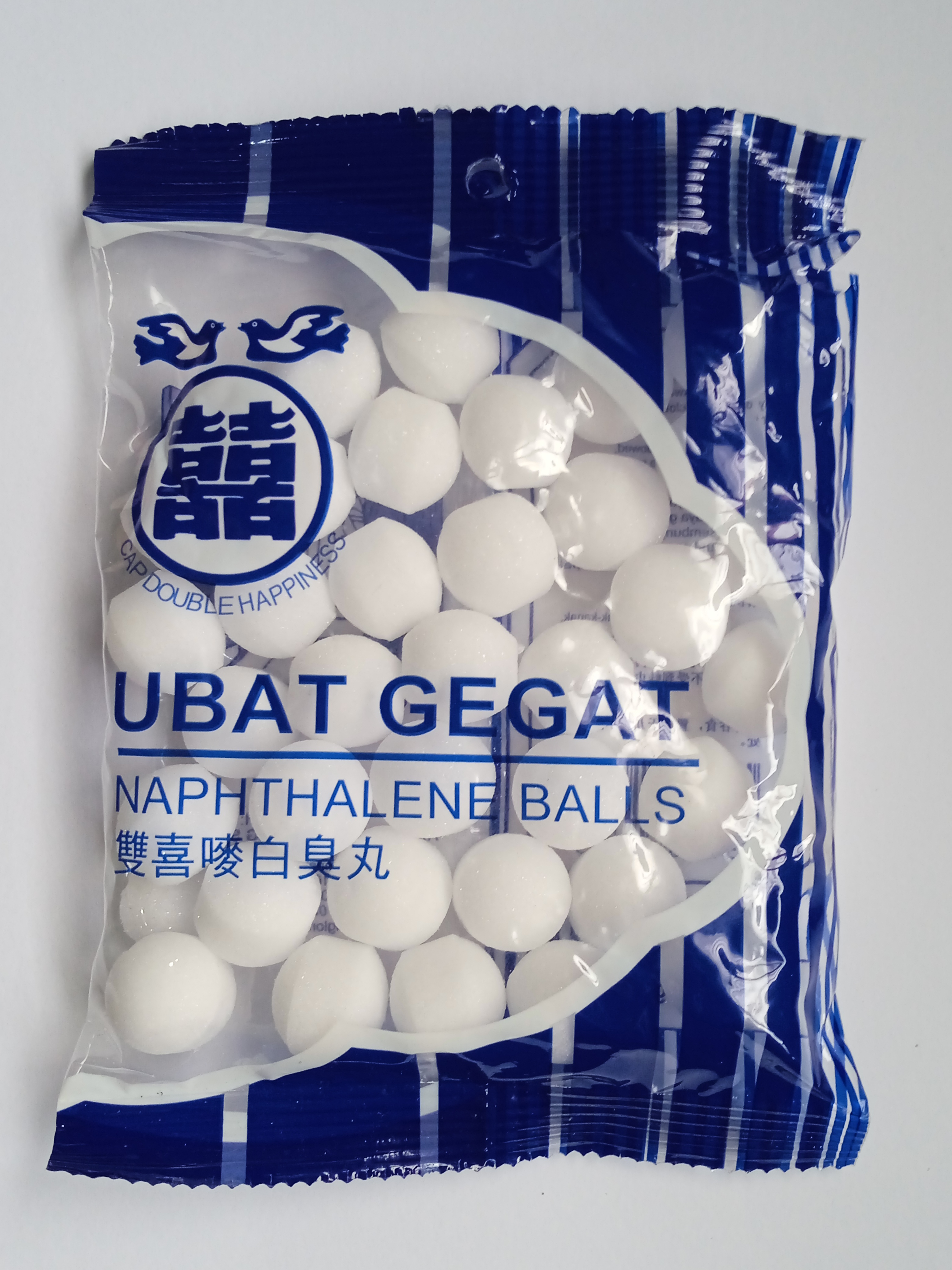
Un paquet de naftalina

Les boles de naftalina són petites boles de pesticides i desodorants químics, que de vegades s'utilitzen per emmagatzemar roba i altres materials susceptibles de danyar-se per peixos de plata, floridura o larves d'arnes (especialment les arnes de la roba com Tineola bisselliella ).

## Composició
Les boles de naftalina més antigues consistien principalment en naftalè, però a causa de la inflamabilitat del naftalè, moltes formulacions modernes de naftalina fan servir 1,4-diclorobenzè. Aquesta última formulació pot ser una mica menys inflamable, tot i que ambdós productes químics tenen la mateixa qualificació NFPA 704 d'inflamabilitat. Aquest últim producte químic també està etiquetat de diverses maneres com a paradiclorobenzè, p-diclorobenzè, pDCB o PDB, cosa que dificulta la seva identificació tret que tots aquests noms i inicials siguin coneguts per un comprador potencial. Ambdues formulacions tenen l'olor forta, picant i dolça que sovint s'associa amb les boles de naftalina. Tant el naftalè com l'1,4-diclorobenzè pateixen sublimació, el que significa que passen d'un estat sòlid directament a un gas; aquest gas és tòxic per a les arnes i les larves d'arnes.
A causa dels riscos per a la salut de l'1,4-diclorobenzè i la inflamabilitat del naftalè, de vegades s'utilitzen altres substàncies com la càmfora.

## Usos
Les boles de naftalina s'emmagatzemen en bosses hermètiques fetes d'un plàstic no reactiu com el polietilè o el polipropilè (altres plàstics es poden degradar o suavitzar). La roba a protegir ha d'estar tancada dins d'un recipient hermètic; en cas contrari, els vapors tendiran a escapar a l'entorn circumdant. Les instruccions del fabricant adverteixen periòdicament contra l'ús de boles de naftalina per a qualsevol propòsit que no sigui el especificat per l'embalatge, ja que aquests usos no només són nocius, sinó que sovint es consideren il·legals.
Tot i que ocasionalment s'utilitza com a repel·lent de serps, L’ús de la naftalina com a repel·lent de rosegadors, esquirols o ratpenats, és il·legal en moltes àrees i tendeix a causar més molèsties i perills als humans que no pas a la plaga que es pretén que sigui l'objectiu a eliminar. No obstant això, les boles de naftalina es continuen anunciant com a repel·lent d'esquirols i són un ingredient d'alguns productes comercials repel·lents de serps i insectes.

## Riscos per a la salut
El Departament de Salut i Serveis Humans dels Estats Units (DHHS) ha determinat que l'1,4-diclorobenzè "pot ser raonablement previst que sigui un cancerígen ". Això ha estat indicat per estudis en animals, tot i que no s'ha fet un estudi humà a gran escala. El Programa Nacional de Toxicologia (NTP), l'Agència Internacional per a la Recerca del Càncer (IARC) i l'estat de Califòrnia consideren que l'1,4-diclorobenzè és cancerigen.
L'exposició a la naftalina pot causar hemòlisi aguda (anèmia) en persones amb deficiència de glucosa-6-fosfat deshidrogenasa. La IARC classifica el naftalè com a possiblement cancerígen per als humans i altres animals (vegeu també el Grup 2B ). IARC assenyala que l'exposició aguda provoca cataractes en humans, rates, conills i ratolins. S'informa que l'exposició crònica als vapors de naftalè també provoca cataractes i hemorràgia de la retina. Sota la Proposició 65 de Califòrnia, el naftalè apareix com a "conegut per l'estat per causar càncer".
La investigació de la Universitat de Colorado a Boulder va revelar un mecanisme probable per als efectes cancerígens de les boles de naftalina i alguns tipus d'ambientadors.
A part dels seus riscos de causar càncer, se sap que les boles de naftalina causen danys al fetge i als ronyons.
L'1,4-diclorobenzè és una neurotoxina . S'ha abusat com a inhalant, causant una varietat d'efectes neurotòxics.
Les boles de naftalina que contenen naftalè estan prohibides a la UE des del 2008.

## Alternatives
Com es pot estudiar amb més detall als llibres que tracten sobre la Tineola bisselliella, les alternatives a les boles de naftalina per controlar les arnes de la roba inclouen la neteja en sec, la congelació, l'aspirada a fons i el rentat amb aigua calenta. La càmfora també s'utilitza com a repel·lent d'arnes, especialment a la Xina. A diferència del naftalè i el diclorobenceno, la càmfora té aplicacions medicinals i no es considera cancerigen, encara que és tòxic en grans dosis. La fusta de cedre vermell i l'oli també s'utilitzen com a repel·lent d'arnes alternatiu.
Les trampes de feromones també són una eina de diagnòstic eficaç i de vegades poden ser una eina de control eficaç per protegir la roba valuosa.

## En la cultura popular
En anglès, "mothball" té un ús metafòric, que significa "aturar el treball en una idea, pla o feina, però deixant-lo de tal manera que el treball pugui continuar en el futur". "Mothballed" és un adjectiu comú per descriure vaixells o aeronaus que s'emmagatzemen durant llargs períodes, però no s'envien a desballestament.